# Najlepszy czas dnia
Najlepszy czas dnia (inaczej NCD) w sporcie żużlowym to najszybszy czas na dystansie czterech okrążeń, jaki osiągnęli zawodnicy podczas jednych zawodów.
Czas podawany jest z dokładnością do setnej sekundy (czasami do dziesiątej sekundy). Wraz z NCD podaje się nazwisko żużlowca, który go osiągnął oraz bieg.
Najczęściej NCD jest osiągany w pierwszej połowie zawodów. W końcowej fazie zawodów, zawodnicy wolniej przejeżdżają dystans.
W zależności od długości toru, NCD waha się pomiędzy 55-70 sek.